# Odra Sisačka
Odra Sisačka falu Horvátországban, Sziszek-Monoszló megyében. Közigazgatásilag Sziszekhez tartozik.

## Fekvése
Sziszek belvárosától 3 km-re nyugatra, Sziszek közvetlen szomszédságában, a Kulpa bal partján, az Odra torkolatánál fekszik.

## Története
A település neve 1566-ban „Odra” néven tűnik fel először. 1773-ban az első katonai felmérés térképén „Dorf Odra” néven találjuk. 1857-ben 367, 1910-ben 529 lakosa volt. A 20. század első éveiben a kilátástalan gazdasági helyzet miatt sokan vándoroltak ki a tengerentúlra. 1918-ban az új szerb-horvát-szlovén állam, majd később Jugoszlávia része lett. A II. világháború idején a Független Horvát Állam része volt. A háború után a béke időszaka köszöntött a településre. Enyhült a szegénység és sok ember talált munkát a közeli városokban. A falu 1991. június 25-én a független Horvátország része lett. 2011-ben 823 lakosa volt.

## Népesség
| Lakosság változása | Lakosság változása | Lakosság változása | Lakosság változása | Lakosság változása | Lakosság változása | Lakosság változása | Lakosság változása | Lakosság változása | Lakosság változása | Lakosság változása | Lakosság változása | Lakosság változása | Lakosság változása | Lakosság változása | Lakosság változása |
| ------------------ | ------------------ | ------------------ | ------------------ | ------------------ | ------------------ | ------------------ | ------------------ | ------------------ | ------------------ | ------------------ | ------------------ | ------------------ | ------------------ | ------------------ | ------------------ |
| 1857               | 1869               | 1880               | 1890               | 1900               | 1910               | 1921               | 1931               | 1948               | 1953               | 1961               | 1971               | 1981               | 1991               | 2001               | 2011               |
| 367                | 421                | 465                | 486                | 510                | 529                | 501                | 549                | 462                | 557                | 826                | 992                | 1.091              | 1.006              | 906                | 823                |

## Nevezetességei
Remete Szent Antal tiszteletére szentelt római katolikus plébániatemploma 1897-ben épült az 1597-ben épített fogadalmi fakápolna helyén. A plébániát 2004. augusztus 29-én alapították, addig a mala goricai Szent György plébániához tartozott. 2011-ben a templomot teljesen felújították.